# Dafi Społem Kielce Świętokrzyska Siatkówka
Il Dafi Społem Kielce Świętokrzyska Siatkówka è una società pallavolistica polacca con sede a Kielce: milita nel campionato polacco di I liga.

## Storia
Il Klub Sportowy Fart Kielce nasce nel 2007 e viene subito iscritto alla II Liga, terzo livello del campionato polacco. Termina il primo campionato della propria storia in terza posizione, sfiorando la promozione in serie cadetta. La promozione arriva nel campionato 2008-09, che, chiuso in prima posizione, regala al club l'accesso in I Liga; il club partecipa inoltre per la prima volta alla Coppa di Polonia, uscendo di scena al terzo turno. La permanenza nella serie cadetta dura una sola stagione, grazie ad un altro primo posto in classifica la squadra è promossa nella massima serie, la PlusLiga; nella coppa nazionale il cammino termina invece al quinto turno.
Nella stagione 2010-11 il club sfiora l'accesso ai play-off scudetto, terminando il campionato al nono posto in classifica; mentre in Coppa di Polonia la squadra si spinge fino al sesto turno. Nella stagione successiva la squadra partecipa per la prima volta ai play-off, eliminata per già ai quarti di finale, mentre il cammino in coppa si chiude al quinto turno. Durante l'estate del 2012 avvengono dei cambi societari, il club non appartiene più alla Fart SA e viene quindi rinominato Effector Kielce Świętokrzyska Siatkówka, essendo entrato ora nell'orbita della Effector SA.
Nel campionato 2012-13 la squadra chiude nuovamente al settimo posto, eliminata ai quarti di finale dei play-off; sempre ai quarti di finale termina anche la corsa in Coppa di Polonia. Nel 2017 il club cambia nuovamente nome in Dafi Społem Kielce Świętokrzyska Siatkówka. Al termine della stagione 2017-18 il club retrocede in I liga.

## Rosa 2015-2016
| N° | Nome                  | Ruolo | Data di nascita   | Nazionalità sportiva |
| -- | --------------------- | ----- | ----------------- | -------------------- |
| 1  | Sławomir Jungiewicz   | S/O   | 21 giugno 1989    | Polonia              |
| 3  | Krzysztof Wierzbowski | S     | 18 luglio 1988    | Polonia              |
| 4  | Marcin Komenda        | P     | 24 maggio 1996    | Polonia              |
| 6  | Jędrzej Maćkowiak     | C     | 17 ottobre 1992   | Polonia              |
| 7  | Michał Kędzierski     | P     | 9 agosto 1994     | Polonia              |
| 8  | Andrzej Orobko        | C     | 10 agosto 1997    | Polonia              |
| 10 | Grzegorz Szymański    | S/O   | 12 luglio 1978    | Polonia              |
| 11 | Andreas Takvam        | C     | 4 giugno 1993     | Norvegia             |
| 12 | Igor Vitiuk           | S     | 29 gennaio 1988   | Ucraina              |
| 13 | Adrian Buchowski      | S     | 30 settembre 1991 | Polonia              |
| 15 | Mateusz Bieniek       | C     | 5 aprile 1994     | Polonia              |
| 18 | Damian Sobczak        | L     | 13 dicembre 1991  | Polonia              |
| 19 | Szymon Biniek         | L     | 30 luglio 1995    | Polonia              |

## Denominazioni precedenti
- 2007-2012: Klub Sportowy Fart Kielce
- 2012-2017: Effector Kielce Świętokrzyska Siatkówka